# Isolerruta

Treglas-isolerruta i ett plastfönster respektive ett träfönster (genomskärning).

En isolerruta, även förseglad ruta eller flerglasruta, är en glasningsenhet bestående av två eller flera planglasskivor med ett visst inbördes avstånd. Dessa är sammanfogade vid kanten så att utrymmet mellan glasskivorna blir helt avstängt från den omgivande atmosfären.  En förseglad ruta bestående av två glas kallas tvåglasisolerruta och en ruta bestående av tre glas kallas treglasisolerruta. 
Isolerrutor började användas på 1950-talet för att förbättra värmeisoleringsförmågan hos exempelvis ett fönster. I början användes torkad luft mellan rutorna medan moderna isolerglasrutor i regel fylls med argon- eller kryptongas. När en förseglad ruta blir otät uppstår kondens mellan rutorna och isolerrutan måste bytas.
Användningsområden för flerglasrutor har med tiden blivit många. För brandskyddsglas används flera skivor floatglas med mellanliggande skikt av vattenglas, som är helt transparent.  Vid brand spricker glaset närmast branden men brandskyddsskiktet håller glasbitarna på plats och bildar så en barriär mot flammor och brandgaser.
Vid ljudreducerande glas varieras glasrutornas tjocklek och inbördes avstånd i en och samma flerglasruta. Ju större avstånd mellan glasen desto högre ljudreduktion erhålls, likaså om ett eller flera tjocka och tunna glas används i samma ruta.